# Jaume Pérez
Jaume Pérez (Aiora, 1408 - València, 30 d'agost de 1490) va ser un religiós valencià, teòleg i bisbe auxiliar de València. També va ser conegut com Jacobus Pérez o Jaume Pérez de València.

## Biografia
Jaume Pérez va ser fill de Francisca Gil de Marazo i Juan Pérez, un matrimoni noble d'Aiora; Jaume Pérez va ser el segon de cinc germans. Va estudiar a l'aula de Gramàtica i Retòrica de la seua vila natal.
En maig de 1435 pren els hàbits amb els frares agustins, i a l'any següent ingressa al convent de Sant Agustí de València. En aquesta comunitat conventual va estudiar Filosofia i Teologia, i es va ordenar com a sacerdot. Amb vocació de docent, entre els anys 1459 i 1479 va impartir classes a l'Estudi General de València.
Va ser un membre influent dels agustins, i va ocupar diversos càrrecs en l'estructura de l'orde: va ser prior en dues ocasions del convent de Sant Agustí valentí, vicari general dels convents de Rocafort i Aïgues Vives, i representant de la província agustiniana d'Aragó en capítols generals de l'orde, com el celebrat a Pamiers en 1465.
En 1468, el papa Pau II el va nomenar bisbe in partibus de Christopolis, administrador de Cartagena i bisbe auxiliar de València. Com que el bisbe Roderic de Borja (futur pontífex Alexandre IV) no hi governava directament la seua diòcesi, Jaume Pérez va exercir pràcticament amb les atribucions del titular.
A petició dels Reis Catòlics, Jaume Pérez va ser nomenat el primer inquisidor de València, en l'any 1469, si bé no va desempenyar cap activitat amb aquest càrrec.